# Bitwa morska pod Nauplion
Bitwa morska pod Nauplion (zwana też bitwą na wodach Settepozzi) – starcie zbrojne, które miało miejsce w maju 1263 r. w trakcie I wojny wenecko-geunueńskiej (1255–1270).
Po walkach wenecko-genueńskich (1210–1212) toczonych o Kretę, podbitej w konsekwencji przez Wenecję, w roku 1255 doszło do wybuchu nowego konfliktu pomiędzy zwaśnionymi stronami. Przyczyną sporu stała się przynależność klasztoru Św. Saby w Akce. Działania zbrojne rozpoczęli Genueńczycy, których wojska wkroczyły do weneckiej dzielnicy w Akce. Po bitwie morskiej koło twierdzy Akka i zwycięskiej dla Wenecjan, Genueńczycy zostali przepędzeni z miasta. 
W roku 1261 Genueńczycy zawarli sojusz z bizantyjskim cesarzem Michałem VIII Paleologiem, wspomagając go podczas zdobycia Konstantynopola. W maju 1263 r. flota wenecka licząca 32 galery i dowodzona przez admirała Gilberto Dandolo starła się na wodach Settepozzi w peloponeskiej zatoce Nauplia z flotą liczącą 39 galer i 10 pinas flotą bizantyjsko-genueńską pod wodzą admirała Pietro Avocato. Zacięta bitwa zakończyła się zwycięstwem Wenecjan, a śmierć poniósł w niej genueński admirał.